# Japán babérsom

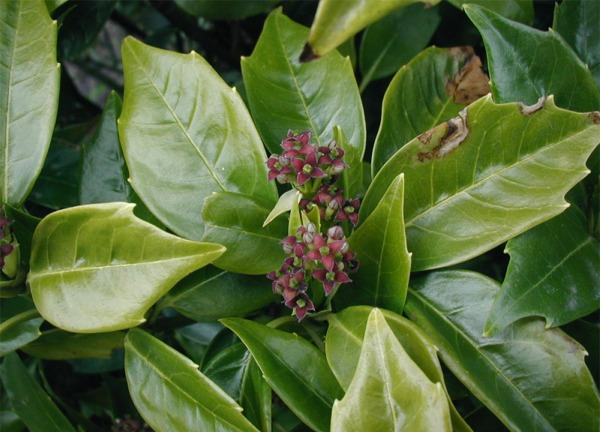
Virágzata

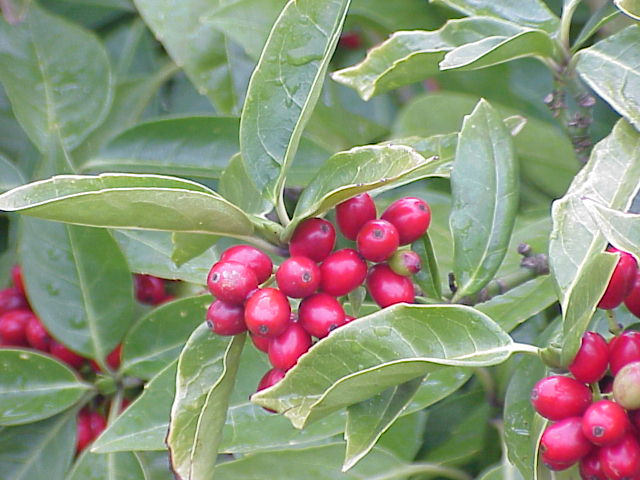
Termése

A japán babérsom (Aucuba japonica) a zárvatermő növények (Magnoliophyta) barkamirtuszvirágúak (Garryales) rendjébe sorolt barkamirtuszfélék (Garryaceae) családjában a babérsom (Aucuba) nemzetség típusfaja.

## Származása, elterjedése
Kelet-Ázsia csapadékos, enyhe telű vidékein honos, mint például a Koreai-félsziget, Japán és Tajvan.

## Megjelenése, felépítése
1-5 méter magasra növő örökzöld, kétlaki bokor. hajtásai sűrűn elágaznak, lombja dús. 10–20 cm hosszú, a babéréhoz (Laurus sp.) hasonló, fényes levelei ritkásan fogazottak. Apró, bíborlila virágocskákból álló porzós virágzata akár 10 cm hosszú is lehet. A sokkal szerényebb külsejű termős virágok vörösesbarnák, fürtösen megjelenő piros bogyói viszont igen látványosak.

## Életmódja, termőhelye
Szinte bármilyen, közepesen nedves talajon megél, de a savanyú talajokat a meszeseknél jobban kedveli. Védett helyet, sok tápanyagot, napos vagy félárnyékos helyet kíván. Mérsékelten fagyálló. A metszést jól tűri. Virágait a szél porozza be.

## Felhasználása
Levéldísznövényként ültetik sokfelé, így Magyarországon is. Sövénynek is alkalmas.

## Változatok, formák
Ismertebb változatai:
- A. japonica var. angustifolia[2]

- A. japonica var. australis
- A. japonica  var. borealis
- A. japonica var. japonica
- A. japonica var. longifolia
- A. japonica  var. ovoidea
- A. japonica var. ovoidea
- A. japonica var. variegata — Leveleit szabálytalan alakú, rendszertelenül elhelyezkedő sárga foltok tarkázzák. Árnyékkedvelő. A száraz levegőt az alapfajnál jobban tűri és magasabbra nő.[3]
  - A. japonica cv. 'crotonifolia'[4]
- A. japonica f. castaneopedicellata
- A. japonica f. castaneoviridescens
- A. japonica f. rugosa
- A. japonica f. iridiflora